# Distretto di Yenipazar (Aydın)
Il distretto di Yenipazar (in turco Yenipazar ilçesi) è uno dei distretti della provincia di Aydın, in Turchia.